# 루시어
루시어(luthier /ˈluːtiər/)는 넥과 울림통이 있는 현악기를 제작, 수리하는 장인이다. 단어 "luthier"는 류트(lute)를 의미하는 프랑스어 단어 "luth"에서 유래했다. 이 단어는 원래 류트 제작가를 지칭하는 데 쓰였지만, 바이올린, 비올라, 첼로, 더블 베이스 등의 바이올린족 악기, 기타류 따위의 대부분의 찰현악기와 발현악기 제작가를 의미하게 되었다. 하지만 하프, 피아노는 현이 악기의 틀 안에 담겨있기 때문에 다른 방식의 제작 기법을 요구하므로 제작가들이 루시어라고 불리지는 않는다.
루시어의 공예는 루시에리(lutherie, 드물게, 주로 바이올린족 외의 경우 luthiery)라고 불리는데, 크게 활로 연주하는 현악기 제작가(:en:Violin making and maintenance), 뜯거나 튕기는 현악기 제작가의 두 부류로 나뉜다. 찰현악기는 활이 필요하기 때문에, 활 제작가(:en:bow maker) 혹은 아키티어(archetier)라 불리는 하위 직군이 존재한다. 루시어는 도제 방식, 강의 방식으로 현악기 제작을 교육하기도 한다.

## 발현악기

### 류트

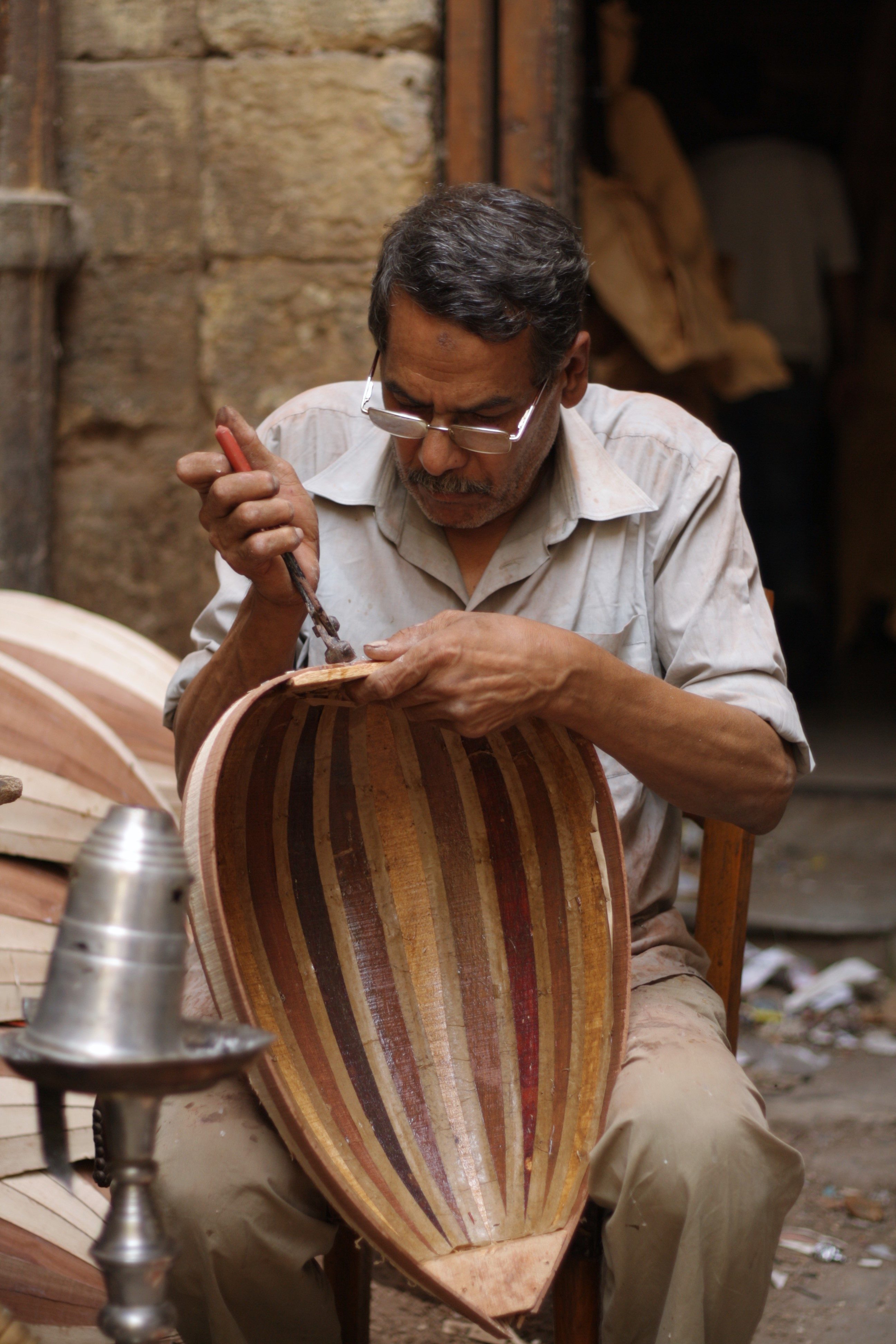
이집트 카이로 무하마드알리로(Muhamad Ali Street)의 우드 루시어

주요 류트족 (류트, 테오르보(en:theorbo), 비우엘라(en:Vihuela) 등등) 루시어는 다음과 같다:
- 티펜브록커(영어판) 가문
- 마틴 호프만(:en:Martin Hoffmann (luthier))
- 마테오 셀라스(:en:Matteo Sellas)

### 기타
19세기 초의 두 명의 주요 루시어 루이스 파노르모(:en:Louis Panormo), 게오르그 스타우퍼(:en:Georg Staufer)의 기타는 현대 클래식 기타의 개발로 이어졌다. 안토니오 토레스 후라도(:en:Antonio Torres Jurado)는 오늘날에 사용되는 형태의 클래식 기타를 개발하였다. 크리스티안 프레데리크 마르틴(:en:Christian Frederick Martin)은 초기 형태의 통기타를 개발했다.

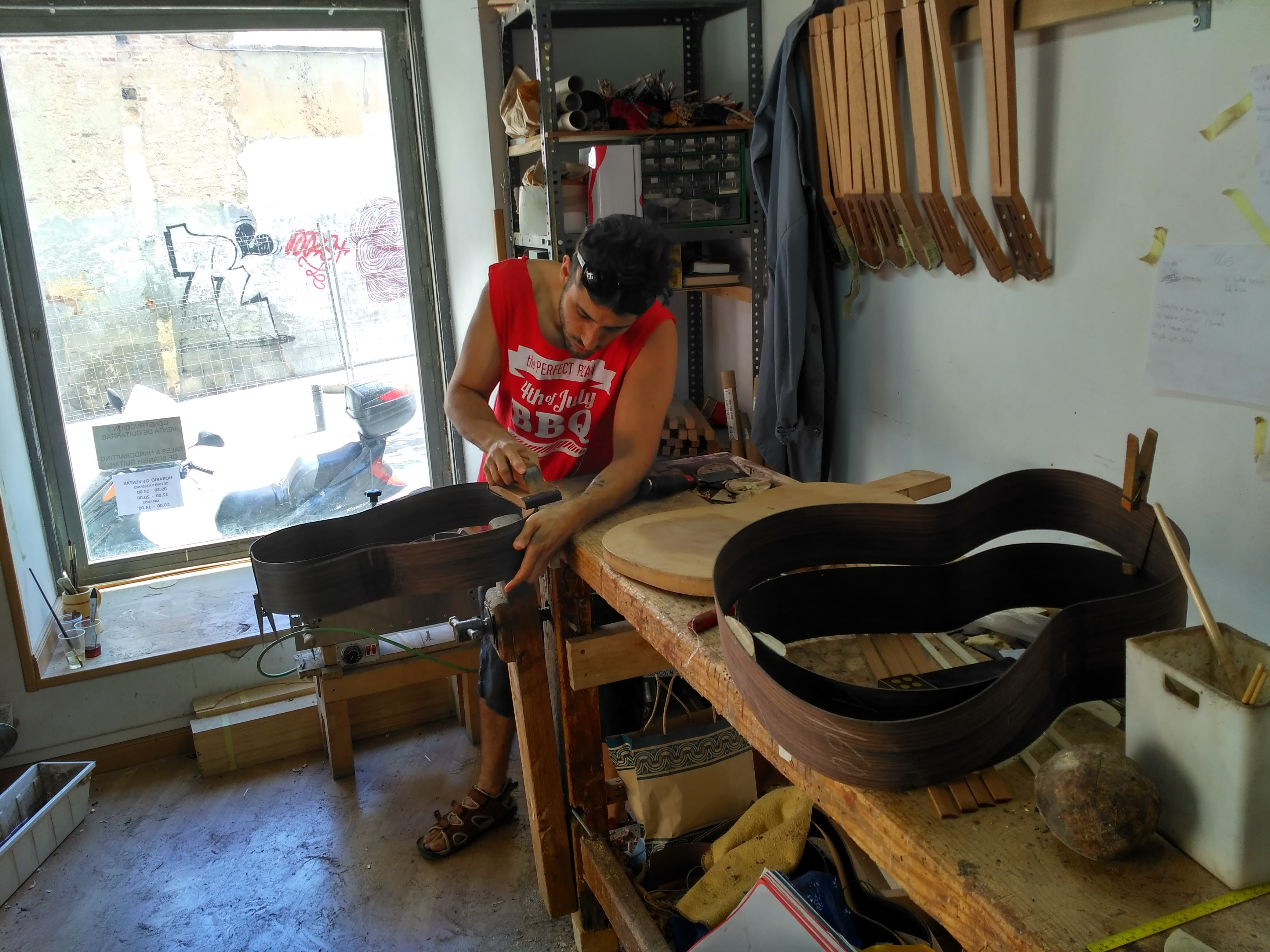
스페인 마드리드에서 클래식 기타를 제작 중인 루시어

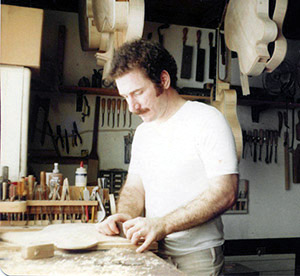
미국의 기타 루시어 로버트 베네데토(:en:Robert Benedetto). 1976년에 본인의 작업실에서 촬영.

미국의 주요 루시어 오빌 깁슨(:en:Orville Gibson)은 만돌린 제작에 능했으며, 아치탑 기타(:en:archtop guitar)를 발명하였다. 20세기의 미국의 주요 루시어 존 단젤리코(:en:John D'Angelico)와 지미 다퀴스토(:en:Jimmy D'Aquisto) 또한 아치탑 기타를 만들었다. 로이드 로어(:en:Lloyd Loar)는 잠시 동안 깁슨 기타 코퍼레이션에서 만돌린, 기타를 만들었다. 그의 아치탑 악기(만돌린, 만돌라, 기타 등등) 설계는 오늘날 그의 소리를 만들어내고자 하는 루시어들에게 존경받는다. 폴 빅스비(:en:Paul Bigsby)는 아치탑, 일렉트릭 기타에 사용되는 트레몰로 암(:en:Vibrato systems for guitar)을 발명하였고, 레오 펜더(:en:Clarence Leonidas Fender)의 울림통 없는 일렉트릭 기타 스트라토캐스터, 재규어, 재즈마스터(:en:Fender Jazzmaster)의 설계에 영향을 끼친 것으로 보인다. 기타리스트 레스폴은 펜더와 비슷한 시기에 개별적으로 바디가 꽉 찬 일렉트릭 기타를 개발했다. 이것들은 최초로 프렛이 박힌, 울림통 없는 일렉트릭 기타였지만, 이전에 알루미늄을 주조해 제작하는 울림통 없는 일렉트릭 랩 스틸 기타(:en:lap steel guitar)인 프라잉 팬(:en:Frying pan (guitar))이 있었는데, 조지 뷰챔프(:en:George Beauchamp)가 설계하고 특허를 출원했으며, 아돌프 리켄배커(:en:Adolph Rickenbacker)가 제작하였다. 루시어 프리드리히 그레치가 설립하고 그의 아들과 손자, 프레드와 프레드 주니어가 운영해나간 회사 그레치는 원래 밴조를 만들었지만, 오늘날엔 일렉트릭 기타를 만들기로 유명하다. 오늘날 빈티지 기타를 노리는 수집가들이 존재한다.

## 찰현악기
찰현악기에는 콘트라베이스, 첼로, 바이올린, 비올라, 비올(비올라 다감바), 비올라 다모레, 비올라 다브라치오(:en:viola da braccio (instrument)), 허디거디, 피들, 이호, 크루스(en:Crwth), 구도크(en:Gudok), 마두금, 니켈하르파, 라바브, 레벡(en:rebec), 사랑기 따위가 있다.

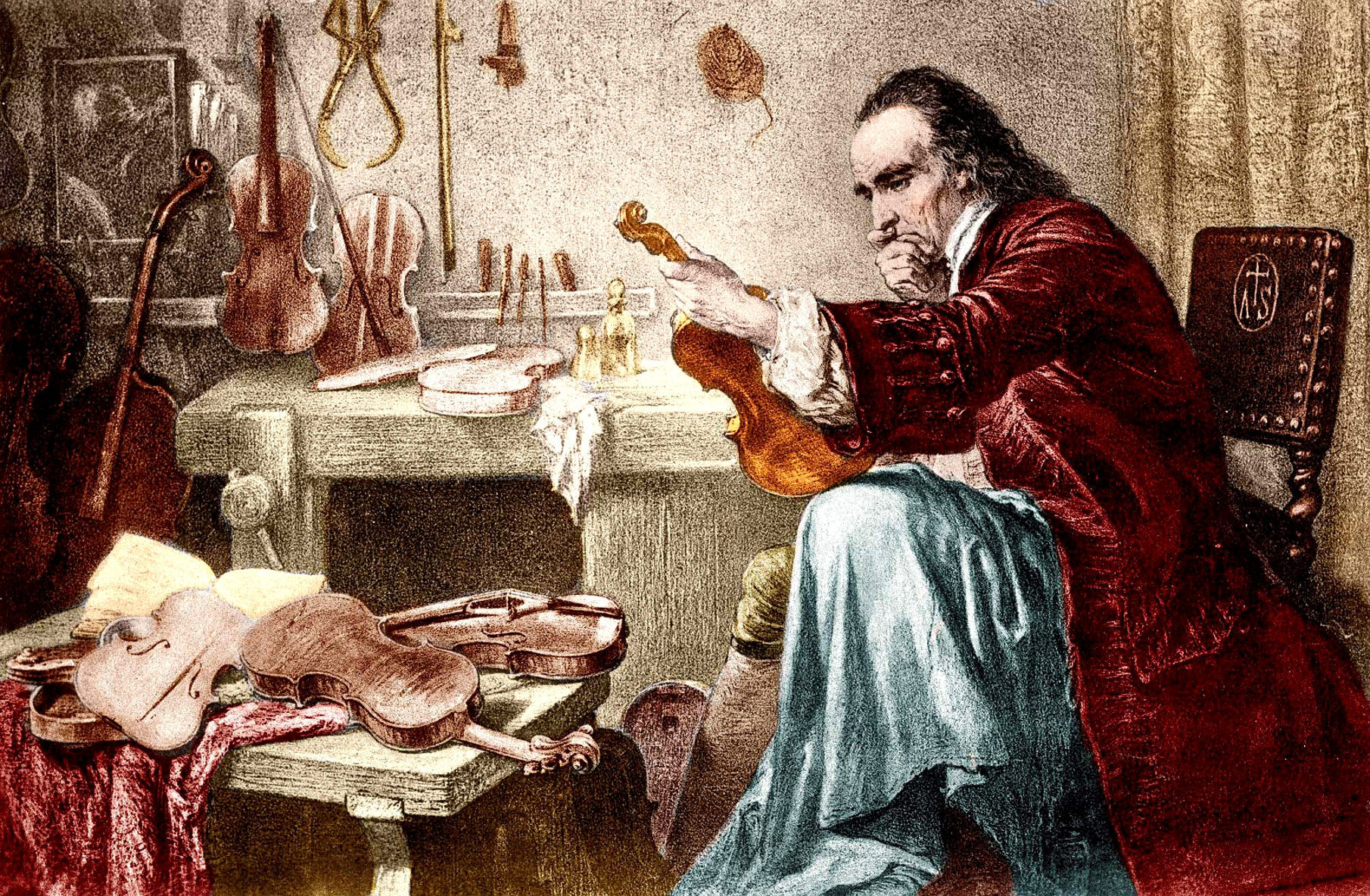
악기를 점검하는 안토니오 스트라디바리의 판화식 인물화

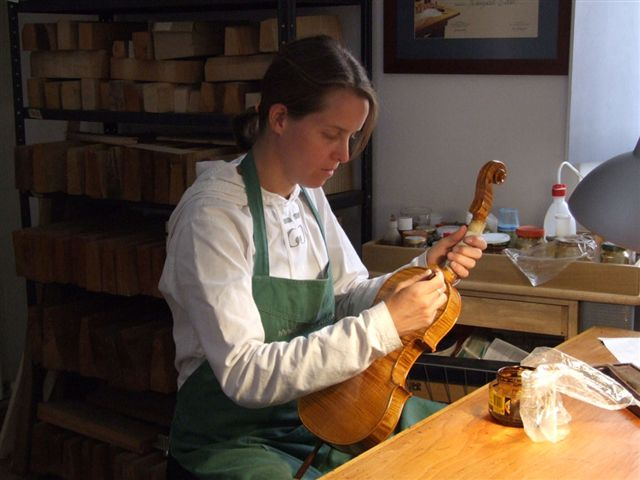
바이올린에 칠을 올리는 현대의 루시어

안드레아 아마티(:en:Andrea Amati)는 바이올린의 "발명가"라고 여겨진다. 아마티는 원래 류트 제작가였지만, 16세기 중반에 바이올린 형태의 새로운 악기를 제작하게 되었다. 그는 이탈리아 크레모나에서 18세기까지 활동한 유명 제작가 가문 아마티 가의 창시자였다. 안드레아 아마티는 두 명의 아들을 두었다. 첫째는 안토니오 아마티(:en:Antonio Amati)(약 1537-1607), 둘째는 지롤라모 아마티(:en:Girolamo Amati)(약 1561-1630)였다. 지롤라모는 대개 히에로니무스(Hieronymus)라 불렸는데, 형과 함께 바이올린을 제작하면서 울림통 안에 "A&H"라 쓰여진 라벨을 붙였다. 안토니오는 자식이 없다고 알려져 있다. 히에로니무스의 아들 니콜로 아마티(Nicolò Amati, 1596–1684)는 본인도 큰 영향을 끼친 마스터 루시어였으며 그의 제자들 중에는 안드레아 과르네리, 바르톨로메오 파스타(Bartolomeo Pasta), 야코브 라일리치(Jacob Railich), 지오반니 바티스타 로제리(Giovanni Battista Rogeri), 마티아스 클로츠(:en:Klotz (violin makers))(Matthias Klotz)가 있고 안토니오 스트라디바리, 야콥 스타이너(:en:Jacob Stainer), 프란체스코 루게리(:en:Francesco Rugeri)도 아마 제자였을 것이다. 훗날 피아노를 발명한 바르톨로메오 크리스토포리 또한 제자였을지 모른다는 말이 있지만, 인구조사 데이터는 이를 뒷받침하지 못하며, 어쩌면 그저 소문에 불과할지도 모른다.
독일 퓌센의 가스파로 두이포프루거(:en:Gasparo Duiffopruggar)는 한때 바이올린을 발명한 사람으로 잘못 알려졌다. 그는 아마 큰 영향을 끼친 제작가로 보이지만, 관련된 기록도 제작한 악기도 남아있지 않아서 그가 알려진 대로 명백한 전문가임을 증거할만한 게 없다.
이탈리아 브레시아의 가스파로 다 살로(:en:Gasparo da Salò) 또한 바이올린족의 초기 주요 제작가였다. 80 여 개의 악기, 그의 작업에 관련된 100 여 건의 문서가 남아있다. 그는 더블 베이스 연주자이기도 했으며 사촌 프란체스코(Francesco), 아고스티(Agosti)는 바이올린 연주자였다.
다 살로는 많은 악기를 제작하여 독일, 스페인, 아마도 영국에 수출했다. 그는 다섯 명 이상의 제자를 두었는데, 그의 아들 프란체스코, 바티스타, 마르세유의 알렉산더, 쟈코모 라프란치니(Giacomo Lafranchini), 이 중 제일 유명한 지오반니 파올로 마지니(:en:Giovanni Paolo Maggini) 등이 있다. 마지니는 브레치아에서 다 살로의 사업을 계승했다. 발렌티노 시아니(:en:Valentino Siani)는 마지니와 함께 악기를 제작했다. 마지니는 1620년에 플로렌스로 공방을 옮겼다.
17세기 중반에 태어난 루시어로는 밀란 출신의 지오반니 그란치노(:en:Giovanni Grancino), 빈첸초 루게리(:en:Vincenzo Rugeri), 카를로 주세페 테스토레(:en:Carlo Giuseppe Testore), 그의 아들 카를로 안토니오 테스토레(:en:Carlo Antonio Testore)과 파올로 안토니오 테스토레(:en:Paolo Antonio Testore)가 있으며, 베니스 출신의 마테오 고프릴러(:en:Matteo Goffriller), 도메니코 몬타냐나(:en:Domenico Montagnana), 산투스 세라핀(:en:Sanctus Seraphin), 카를로 안니발 토노니(:en:Carlo Annibale Tononi)는 베니스의 바이올린 제작 학교의 교장들이었다(후자는 볼로냐에서 커리어를 시작하기는 했지만). 카를로 베르곤치(:en:Carlo Bergonzi (luthier))는 안토니오 스트라디바리 사후 몇 년 뒤에 그의 가게를 인수했다. 다비드 테클러(:en:David Tecchler)는 오스트리아에서 태어났는데 베니스, 로마에서 악기를 제작했다.
18세기 초의 주요 루시어로는 이탈리아 나폴리의 니콜로 갈리아노(:en:Nicolò Gagliano), 밀라노의 카를로 페르디난도 란돌피(:en:Carlo Ferdinando Landolfi), 평생을 이탈리아를 방랑한 지오반니 바티스타 과다니니(:en:Giovanni Battista Guadagnini) 등이 있다. 레오폴드 위드할름(:en:Leopold Widhalm)은 오스트리아 출생인데, 독일 뉘른베르크에 정착했다.
19세기 초 프랑스의 미르쿠르(en:mirecourt) 바이올린 제작 학교 출신 루시어로는 비욤(en:Vuillaume) 가문, 샤를 장 바티스트 콜랑-메장(:en:Charles Jean Baptiste Collin-Mezin), 콜랑-메장의 아들, 샤를 콜랑-메장 주니어(:en:Charles Collin-Mezin, Jr.), 오노레 데라지(Honore Derazey), 니콜라스 루포(:en:Nicolas Lupot), 샤를 마쿠텔(Charles Macoutel), 샤를 메네간(:en:Charles Mennégand), 피에르 실베스트르(Pierre Silvestre)등이 있다. 니콜라 우틸리(Nicola Utili)(이탈리아 라벤나, 1888년 3월 - 1962년 5월)는 니콜라 다 카스텔 볼로네즈(Nicola da Castel Bolognese)로도 알려져 있으며, 전통적인 류트 뿐만 아니라 "배 모양" 바이올린을 실험적으로 제작했다.
제롬-티부빌-라미 사(The Jérôme-Thibouville-Lamy firm)는 1730년 경에 라 쿠튜어-부세(:en:La Couture-Boussey)에서 관악기를 제작하기 시작했으며, 1760년 경에 미르쿠르로 옮겨가 바이올린, 기타, 만돌린, 악기 악세사리를 만들기 시작했다.

## 참고 문서
- en:List of luthiers
- en:Category:Lutherie reference books
- en:Paracho de Verduzco

## 참고 문헌
- Historical Lute Construction by Robert Lundberg, Guild of American Luthiers (2002) ISBN 0-9626447-4-9
- The Complete Luthier's Library. A Useful International Critical Bibliography for the Maker and the Connoisseur of Stringed and Plucked Instruments. Bologna, Florenus Edizioni 1990. ISBN 88-85250-01-7
- Mottola's Cyclopedic Dictionary of Lutherie Terms. R.M. Mottola 2020. ISBN 978-1-7341256-0-3
- Guild of American Luthiers
- Guitar Museum Classical Guitar Museum, (UK)
- Luthier Interviews 보관됨 2010-02-08 - 웨이백 머신 Guitarbench.com archive of Luthier Interviews.
- The Consortium of Violinmakers "Antonio Stradivari" CREMONA
- Luthiers Forum A large online lutherie community. Educational.
- Contemporary violin makers from China and Taiwan
- Il Liutaio – Origine e costruzione del violino e degli strumenti ad arco moderni, by Angeloni Domenico, legatura tela edit. fig., pp. XXVI-558 con 176 figure e 33 tavole, Milano, HOEPLI, 1923
- The secrets of Stradivari by Simone F. Sacconi, Libreria del Convegno in Cremona, Cremona, 1972 Simone Fernando Sacconi